# Football Club Internazionale Milano 1969-1970
Questa voce raccoglie le informazioni riguardanti il Football Club Internazionale Milano nelle competizioni ufficiali della stagione 1969-1970.

## Stagione
Con la panchina affidata al paraguaiano Heriberto Herrera – il quale, alla guida della Juventus, aveva sopravanzato i meneghini sottraendo loro lo Scudetto nel 1967 –, nell'estate 1969 la società acquistò dal Cagliari il centravanti Boninsegna: l'ingaggio di Bonimba avvenne nell'ambito di una trattativa che portò Gori, Poli e Domenghini in Sardegna, per un totale di 300 milioni di lire incassato dai milanesi. Lievi polemiche interessarono il trasferimento di Domingo, complice un paragone tra questi e Corso instaurato dalla moglie del presidente, Renata Fraizzoli.
In campionato i nerazzurri tentarono di contendere il primato ai suddetti isolani, lamentando un ritardo di 3 lunghezze al giro di boa. Contestualmente impegnata in Coppa delle Fiere, l'Inter fu eliminata dal Torino (dopo una triplice sfida) nei quarti di finale della Coppa Italia; sul versante continentale i lombardi, capaci d'imporsi ai catalani del Barcellona nel corso del torneo, videro la propria rincorsa frenata dal belga Anderlecht nelle semifinali.
Perso fatalmente terreno dai rossoblù in campionato, la squadra lombarda si classificò seconda a 4 punti dagli uomini di Scopigno.

## Divise
| 1ª divisa | 2ª divisa |  |

## Organigramma societario
Area direttiva
- Presidente: Ivanoe Fraizzoli
- Vicepresidente: Giuseppe Prisco
- Consigliere: Angelo Corridori
- Segretario: Franco Manni

Area tecnica
- Allenatore: Heriberto Herrera

Area sanitaria
- Medico sociale: dott. Angelo Quarenghi[16]
- Massaggiatore: Giancarlo Della Casa

## Rosa
| N. |                   | Ruolo | Calciatore         |
| -- | ----------------- | ----- | ------------------ |
|    | Italia (bandiera) | P     | Lido Vieri         |
|    | Italia (bandiera) | P     | Sergio Girardi     |
|    | Italia (bandiera) | D     | Giacinto Facchetti |
|    | Italia (bandiera) | D     | Mauro Bellugi      |
|    | Italia (bandiera) | D     | Tarcisio Burgnich  |
|    | Italia (bandiera) | D     | Giancarlo Cella    |
|    | Italia (bandiera) | D     | Spartaco Landini   |
|    | Italia (bandiera) | D     | Mario Nadin        |
|    | Italia (bandiera) | D     | Aristide Guarneri  |
|    | Italia (bandiera) | D     | Enzo Vecchiè       |
|    | Italia (bandiera) | C     | Sandro Mazzola     |

| N. |                    | Ruolo | Calciatore         |
| -- | ------------------ | ----- | ------------------ |
|    | Italia (bandiera)  | C     | Mario Corso        |
|    | Spagna (bandiera)  | C     | Luis Suárez        |
|    | Italia (bandiera)  | C     | Mario Bertini      |
|    | Italia (bandiera)  | C     | Gianfranco Bedin   |
|    | Italia (bandiera)  | C     | Dionisio Collavini |
|    | Italia (bandiera)  | C     | Sandro Vanello     |
|    | Italia (bandiera)  | A     | Roberto Boninsegna |
|    | Brasile (bandiera) | A     | Jair da Costa      |
|    | Italia (bandiera)  | A     | Alberto Reif       |
|    | Italia (bandiera)  | A     | Giovanni Vastola   |

## Risultati

### Serie A

#### Girone di andata
| Arbitro: | Barbaresco (Cormons) |

|                |           |  |
| Boninsegna 35’ | Marcatori |  |

| Arbitro: | Monti (Ancona) |

|            |           |                                  |
| Causio 26’ | Marcatori | 41’ (rig.) Bertini 55’ Facchetti |

| Arbitro: | Lattanzi (Roma) |

|                                |           |  |
| Bertini 40’ (rig.) Landini 58’ | Marcatori |  |

| Arbitro: | Francescon (Padova) |

|                             |           |                |
| Suarez 39’ (aut.) Peirò 53’ | Marcatori | 73’ Boninsegna |

| Arbitro: | De Marchi (Pordenone) |

|                                                |           |                |
| Bertini 49’ (rig.) Burgnich 82’ Boninsegna 87’ | Marcatori | 77’ Menichelli |

| Arbitro: | Sbardella (Roma) |

|          |           |           |
| Nené 50’ | Marcatori | 7’ Suarez |

| Arbitro: | Angonese (Mestre) |

|                              |           |                |
| Anastasi 1’ Bedin 75’ (aut.) | Marcatori | 39’ Boninsegna |

| Milano 9 novembre 1969 8ª giornata | Inter            | 0 – 0 | Milan | Stadio San Siro\| Arbitro: \| Gonella (Torino) \| |
| Arbitro:                           | Gonella (Torino) |       |       |                                                   |

| Arbitro: | Monti (Ancona) |

|            |           |                |
| Damiani 7’ | Marcatori | 81’ S. Mazzola |

| Arbitro: | Barbaresco (Cormons) |

|                                                 |           |  |
| S. Mazzola 4’ Bertini 63’ (rig.) Boninsegna 75’ | Marcatori |  |

| Arbitro: | Picasso (Chiavari) |

|                        |           |  |
| Rizzo 11’ Chiarugi 16’ | Marcatori |  |

| Arbitro: | D'Agostini (Roma) |

|                   |           |  |
| Bertini 8’ (rig.) | Marcatori |  |

| Napoli 21 dicembre 1969 13ª giornata | Napoli              | 0 – 0 | Inter | Stadio San Paolo\| Arbitro: \| Lo Bello (Siracusa) \| |
| Arbitro:                             | Lo Bello (Siracusa) |       |       |                                                       |

| Milano 28 dicembre 1969 14ª giornata | Inter              | 0 – 0 | Verona | Stadio San Siro\| Arbitro: \| Michelotti (Parma) \| |
| Arbitro:                             | Michelotti (Parma) |       |        |                                                     |

| Arbitro: | Acernese (Roma) |

|                                |           |                         |
| Bertini 34’ Facchetti 71’, 79’ | Marcatori | 26’ Corni 74’ Negrisolo |

#### Girone di ritorno
| Arbitro: | D'Agostini (Roma) |

|                 |           |               |
| Mujesan 8’, 18’ | Marcatori | 2’ Boninsegna |

| Arbitro: | Pieroni (Roma) |

|                            |           |  |
| Boninsegna 81’ Bertini 84’ | Marcatori |  |

| Torino 25 gennaio 1970 18ª giornata | Torino                | 0 – 0 | Inter | Stadio Comunale\| Arbitro: \| De Marchi (Pordenone) \| |
| Arbitro:                            | De Marchi (Pordenone) |       |       |                                                        |

| Arbitro: | Lo Bello (Siracusa) |

|                                   |           |  |
| Boninsegna 20’ Bertini 54’ (rig.) | Marcatori |  |

| Arbitro: | Pieroni (Roma) |

|                |           |                       |
| Menichelli 31’ | Marcatori | 83’ (rig.) Boninsegna |

| Arbitro: | Sbardella (Roma) |

|                |           |  |
| Boninsegna 84’ | Marcatori |  |

| Milano 1º marzo 1970 22ª giornata | Inter          | 0 – 0 | Juventus | Stadio San Siro\| Arbitro: \| Monti (Ancona) \| |
| Arbitro:                          | Monti (Ancona) |       |          |                                                 |

| Arbitro: | Sbardella (Roma) |

|  |           |           |
|  | Marcatori | 80’ Corso |

| Milano 15 marzo 1970 24ª giornata | Inter             | 0 – 0 | Lanerossi Vicenza | Stadio San Siro\| Arbitro: \| Toselli (Cormons) \| |
| Arbitro:                          | Toselli (Cormons) |       |                   |                                                    |

| Arbitro: | Francescon (Padova) |

|                                  |           |                |
| Chinaglia 39’ Ghio 64’ Massa 89’ | Marcatori | 72’ Boninsegna |

| Arbitro: | Lo Bello (Siracusa) |

|                                       |           |  |
| Facchetti 33’ Boninsegna 82’ Jair 82’ | Marcatori |  |

| Arbitro: | Pieroni (Roma) |

|  |           |               |
|  | Marcatori | 57’ Facchetti |

| Arbitro: | Lattanzi (Roma) |

|          |           |  |
| Jair 31’ | Marcatori |  |

| Arbitro: | Trono (Torino) |

|                  |           |                                               |
| Maddè 35’ (rig.) | Marcatori | 8’ Corso 29’ (rig.) Boninsegna 85’ S. Mazzola |

| Arbitro: | Michelotti (Parma) |

|  |           |                                                             |
|  | Marcatori | 30’ Bertini 32’, 42’ Jair 64’ (rig.) S. Mazzola 90’ Vanello |

### Coppa Italia

#### Primo turno
| Arbitro: | Gonella (Torino) |

|  |           |               |
|  | Marcatori | 41’ Facchetti |

| Genova 3 settembre 1969 2ª giornata | Sampdoria         | 0 – 0 | Inter | Stadio Luigi Ferraris\| Arbitro: \| D'Agostini (Roma) \| |
| Arbitro:                            | D'Agostini (Roma) |       |       |                                                          |

| Arbitro: | Acernese (Roma) |

|                                         |           |  |
| Corso 23’ S. Mazzola 33’ Boninsegna 75’ | Marcatori |  |

#### Quarti di finale
| Arbitro: | Panzino (Catanzaro) |

|                |           |  |
| Boninsegna 82’ | Marcatori |  |

| Arbitro: | Mascali (Desenzano del Garda) |

|                     |           |  |
| Moschino 70’ (rig.) | Marcatori |  |

| Arbitro: | Acernese (Roma) |

|                           |           |                                      |
| Boninsegna 54’ Suarez 59’ | Marcatori | 12’, 82’ (rig.) Mondonico 47’ Quadri |

### Coppa delle Fiere
| Arbitro: | Biroczki |

|                              |           |  |
| Boninsegna 68’, 79’ Reif 84’ | Marcatori |  |

| Arbitro: | Boller |

|  |           |               |
|  | Marcatori | 6’ Boninsegna |

| Arbitro: | Van Gemert |

|                           |           |               |
| Hergesel 63’ Sackritz 89’ | Marcatori | 1’ Boninsegna |

| Arbitro: | Burtenshaw |

|                                   |           |  |
| Jair 5’ Suarez 23’ S. Mazzola 32’ | Marcatori |  |

| Arbitro: | Taylor |

|           |           |                           |
| Fusté 20’ | Marcatori | 7’ Boninsegna 32’ Bertini |

| Arbitro: | Tschenscher |

|                |           |            |
| Boninsegna 18’ | Marcatori | 29’ Rexach |

| Arbitro: | Droz |

|          |           |  |
| Horr 22’ | Marcatori |  |

| Arbitro: | Uhlen |

|                            |           |  |
| Boninsegna 47’, 60’ (rig.) | Marcatori |  |

| Arbitro: | Wharton |

|  |           |                |
|  | Marcatori | 49’ Boninsegna |

| Arbitro: | Glöckner |

|  |           |                   |
|  | Marcatori | 3’, 45’ Bergholtz |

## Statistiche

### Statistiche di squadra
| Competizione      | Punti | In casa | In casa | In casa | In casa | In casa | In casa | In trasferta | In trasferta | In trasferta | In trasferta | In trasferta | In trasferta | Totale | Totale | Totale | Totale | Totale | Totale | DR |
| Competizione      | Punti | G       | V       | N       | P       | Gf      | Gs      | G            | V            | N            | P            | Gf           | Gs           | G      | V      | N      | P      | Gf     | Gs     | DR |
| ----------------- | ----- | ------- | ------- | ------- | ------- | ------- | ------- | ------------ | ------------ | ------------ | ------------ | ------------ | ------------ | ------ | ------ | ------ | ------ | ------ | ------ | -- |
| Serie A           | 41    | 15      | 11      | 4       | 0       | 22      | 3       | 15           | 5            | 5            | 5            | 19           | 16           | 30     | 16     | 9      | 5      | 41     | 19     | 22 |
| Coppa Italia      | -     | 3       | 2       | 0       | 1       | 6       | 3       | 3            | 1            | 1            | 1            | 1            | 1            | 6      | 3      | 1      | 2      | 7      | 4      | 3  |
| Coppa delle Fiere | -     | 5       | 3       | 1       | 1       | 9       | 3       | 5            | 3            | 0            | 2            | 5            | 4            | 10     | 6      | 1      | 3      | 14     | 7      | 7  |
| Totale            | -     | 23      | 16      | 5       | 2       | 37      | 9       | 23           | 9            | 6            | 8            | 25           | 21           | 46     | 25     | 11     | 10     | 62     | 30     | 32 |